# 田村徹
田村 徹（たむら とおる、1938年1月15日 - ）は、日本の作曲家、教育者、文教大学名誉教授、元学校法人文教大学学園理事長。

## 人物
現在の北朝鮮沙里院市生まれ。終戦後の1945年、福岡県久留米市に引き揚げる。1962年、武蔵野音楽大学作曲科卒業。渡辺浦人、安部幸明、クラウス・プリングスハイムに師事した。
1963年、管弦楽曲「筑後地方の俗楽によるコンポジッション」が第4回TBS賞特賞受賞。1965年、「フルート、クラリネット、ファゴットのための三重奏」が日本音楽コンクール作曲部門室内楽曲第3位入賞。文教大学、武蔵野音楽大学等で作曲を教授し、文教大学学生部長、文教大学学園理事長を歴任。九州・沖縄作曲家協会元会長、名誉会員、東アジア作曲家協会理事、日本現代音楽協会会員。
娘は画家・イラストレーターの辻元玲子。戦史・服飾史研究家で詩人の辻元よしふみは義理の息子。

## 主要な作曲作品
- 筑後地方の俗楽によるコンポジッション 1964
- 三重奏曲 1965
- 東洲斎写楽 1968
- ピアノによる風土記 1969
- 漂白1 - 3（種田山頭火の旬による）1983
- 柳川風俗詩より 1993
- ピアノ協奏曲第２番 1996
- 南の島の俳句歳時記 1998
- 古代紀行 1998
- 句を読むように筝を弾き 2003

## 主要な作曲校歌
- 東京都立世田谷泉高等学校校歌 - 作詞：石原武
- 東京都立大田桜台高等学校校歌 - 作詞：石原武
- 文教大学校歌 - 作詞：石原武
- 文教大学付属幼稚園園歌 - 作詞：石原武
- 久留米市立合川小学校校歌 - 作詞：真子茂
- うたづようちえんのうた - 作詞：まど・みちお
- 東京都立橘高等学校校歌 - 作詞：石原武
- 大谷幼稚園園歌 - 作詞：石原武
- 浦安市立美浜北小学校校歌
- 足立区立中川東小学校校歌

## 著書
- 受験生の為の楽典問題集　共著 全音楽譜出版社 1976
- 受験生の為の視唱と聴音　共著 全音楽譜出版社 1976
- 受験生の為の新曲問題集　共著 全音楽譜出版社 1976
- 受験生の為の和声聴音　共著 全音楽譜出版社 1976
- 単旋律聴音666  全音楽譜出版社 1984
- 楽典　共著 全音楽譜出版社 1986
- 二声聴音351  全音楽譜出版社 1990
- 音楽概説  教育研究社 1998